# Krk
Krk (în italiană: Veglia) este un oraș în cantonul Primorje-Gorski kotar, Croația, având o populație de 6.281 de locuitori (2011).

## Demografie
Componența etnică a orașului Krk
     Croați (91,35%)
     Sârbi (2,13%)
     Bosniaci (1,53%)
     Albanezi (1,43%)
     Necunoscut (0,7%)
     Neclasificat (1,94%)
Componența confesională a orașului Krk
     Catolici (86,18%)
     Fără religie și atei (4,6%)
     Musulmani (2,82%)
     Ortodocși (2,2%)
     Necunoscută (2,85%)
     Alte religii (1,35%)
Conform recensământului croat din 2011, orașul Krk avea 6.281 de locuitori. Din punct de vedere etnic, majoritatea locuitorilor (91,35%) erau croați, existând și minorități de sârbi (2,13%), bosniaci (1,53%) și albanezi (1,43%). Apartenența etnică nu este cunoscută în cazul a 0,7% din locuitori. Din punct de vedere confesional, majoritatea locuitorilor (86,18%) erau catolici, existând și minorități de persoane fără religie și atei (4,6%), musulmani (2,82%) și ortodocși (2,2%). Pentru 2,85% din locuitori nu este cunoscută apartenența confesională.